# 保薩 (秘魯)
保薩（西班牙語：Pausa），是秘魯的城鎮，位於該國中南部阿亞庫喬大區，是保卡爾德爾薩拉薩拉省的首府，海拔高度2,524米，面積242平方公里，2007年人口3,050，人口密度每平方公里12.56人。